# Маккинзи енд Къмпани
„Маккинзи енд Къмпани“ (на английски: McKinsey & Company) е глобална компания, предлагаща услуги в областта на управленското консултиране.
Компанията работи като консултант с много от водещите световни фирми, както и с много правителства и правителствени институции. Изпълнителен директор на „Маккинзи“ от 2009 г. е Доминик Бартън.

## История
Компанията е основана през 1926 г. от Джеймс Маккинзи в Чикаго. Маккинзи е считан за бащата на управленското консултиране.

## Офиси
„Маккинзи“ има повече от 90 офиса в над 40 страни в Северна Америка, Южна Америка, Европа, Азия, Африка и Австралия. За кратко фирмата има офис в София, който вече не съществува.
Въпреки че консултантите на „Маккинзи“ формално са служители на даден офис, те могат и често участват в проекти на други офиси. Това е следствие от политиката „една фирма“, според която „Маккинзи“ се старае да предложи на клиентите най-добрите си ресурси от целия свят.
1. ↑  www.forbes.com //   Посетен на 29 декември 2021 г.